# 항주 황씨
항주 황씨(杭州黃氏)는 절강성 항주시를 본관으로 하는 한국의 성씨이다. 시조 황공(黃功)은 명나라 항주(杭州) 출신으로서 기산 지휘사ㆍ중도유수 등을 지내고, 1645년(인조 23) 명나라가 망하자 심양에서 소현세자를 따라 조선에 귀화하였다.

## 역사
항주 황씨의 시조 황공(黃功)은 명나라 항주(杭州) 출신으로서 기산 지휘사ㆍ중도유수 등을 지내고, 1645년(인조 23) 명나라가 망하자 심양에서 소현세자와 함께 조선에 귀화하였다. 그리하여 후손들은 경기도 가평군 하면 마일리에 정착 세거하면서 선조의 출신인 항주를 본관으로 삼아 세계를 이어왔다.
1788년(정조 12년) 왕은 명나라 자손을 서용하기 위해 전당태수(錢塘太守) 황공(黃功)의 증손 황세중(黃世中)을 오위장(五衛將)으로 삼았다.
1798년(정조 22년) 왕은 중국에서 난리를 피해 왔던 황공의 후손들에게 녹봉을 주도록 하였다. 토포사(討捕使) 황세중(黃世中)과 황공(黃功)의 제사를 받드는 현손(玄孫)인 회양(淮陽)의 유학(幼學) 황성재(聖才)는 해영(該營)의 권무 군관(勸武軍官)에 부치게 하고, 황세중의 아들인 황윤(黃胤)은 금려(禁旅)에 부쳐 녹봉을 주도록 하였다.

## 본관
항주(杭州)는 중국 동부의 동지 나해 연안에 있는 절강성 성도로서 전당강의 하구에 위치하며 서쪽 교외에 서호를 끼고 있다. 7세기에 수나라가 건설한 강남하의 종점으로 도시가 열려 남송시대에는 수도가 되었으나, 임시수도라는 뜻에서 행재(行在)라고 불리다가 임안(臨安)이라고 개칭되었다. 10세기 이후에는 외국선박의 출입이 많았고 항구의 이름이 널리 유럽에 소개되기도 하였다. 19세기에 태평천국군의 싸움으로 파괴되었고 남경조약에 의해 상해가 개항되자 항구로서의 번영은 상하이에게 빼앗기고 현재 성도로서 정치·경제·문화의 중심지이다.

## 인물
황공의 셋째 아들 황용(用)이 통정대부로 승정원 좌승지를 지냈으며, 손자 황수명(秀命)은 가선대부로 호조 참판을 역임하였다. 황공의 증손 황세중(黃世中)은 능천 현감을 거쳐 오위장을 지냈고, 황재겸(載謙)은 전주 중군을 역임하였다.

## 집성촌
- 경기도 가평군 하면 마일리

## 인구
- 1985년 136가구 619명
- 2000년 122가구 402명

## 같이 보기
- 임구 풍씨